# Zoo de Pretoria
Le zoo de Pretoria (connu officiellement sous le nom de National Zoological Gardens of South Africa, « jardin zoologique national d'Afrique du Sud »), est un parc zoologique national situé à Pretoria, la capitale administrative de l'Afrique du Sud.
Fondé par le zoologiste sud-africain Jan Willem Boudewijn Gunning en 1899, il est l'un des huit plus grands parcs zoologiques au monde.